# Élections constituantes de 1946 au protectorat français de Tunisie
Les élections constituantes françaises de 1946 se tiennent le 2 juin. Ce sont les deuxièmes élections constituantes, après le rejet du projet de Constitution du 19 avril 1946 lors du référendum du 5 mai.

## Mode de scrutin
L'assemblée constituante est composée de 586 sièges pourvus au scrutin proportionnel plurinominal suivant la règle de la plus forte moyenne dans chaque département, sans panachage ni vote préférentiel.
Dans le Protectorat français de Tunisie, deux députés sont à élire. Ils représentent les 150 000 citoyens français présent sur place (colons). 

## Élus
| Député sortant  | Parti | Parti | Député élu ou réélu | Parti | Parti |
| --------------- | ----- | ----- | ------------------- | ----- | ----- |
| Antoine Colonna |       | UDSR  | Antoine Colonna     |       | UDSR  |
| Louis Brunet    |       | UDSR  | Louis Brunet        |       | UDSR  |

## Résultats

### Résultats à l'échelle du département
| Parti    | Parti    | Tête de liste     | Résultats | Résultats | Sièges |  |
| Parti    | Parti    | Tête de liste     | Voix      | %         |        |  |
| -------- | -------- | ----------------- | --------- | --------- | ------ |  |
|          | RGR      | Antoine Colonna   | 26 916    | 56,79     | 2      |  |
|          | SFIO     | André Bidet       | 8 702     | 18,36     | -      |  |
|          | PCF      | Edmond Laurent    | 7 544     | 15,92     | -      |  |
|          | MRP      | André Petitpierre | 4 236     | 8,94      | -      |  |
|          |          |                   |           |           |        |  |
| Inscrits | Inscrits | Inscrits          | 79 280    | 100,00    | 2      |  |
| Votants  | Votants  | Votants           | 47 838    | 60,34     |        |  |
| Exprimés | Exprimés | Exprimés          | 47 398    | 99,08     |        |  |